# Sypna martina
Sypna martina là một loài bướm đêm trong họ Erebidae.